# Konstantin Alexejewitsch Iwlijew
Konstantin Alexejewitsch Iwlijew (* 7. August 2000 in Moskau) ist ein russischer Shorttracker.

## Werdegang
Iwlijew trat international erstmals bei den Juniorenweltmeisterschaften 2018 in Tomaszów Mazowiecki in Erscheinung. Dort wurde er Zehnter im Mehrkampf und holte mit der Staffel die Silbermedaille. Sein Debüt im Weltcup hatte er zu Beginn der Saison 2018/19 in Calgary und belegte dabei den 41. Platz über 1000 m und den 17. Rang über 500 m. Beim folgenden Weltcup in Salt Lake City erreichte er mit dem dritten Platz mit der Staffel seine erste Podestplatzierung im Weltcup. Bei den Europameisterschaften 2019 in Dordrecht und den Juniorenweltmeisterschaften 2019 in Montreal gewann mit der Staffel jeweils die Bronzemedaille. Anfang März 2019 holte er bei der Winter-Universiade in Krasnojarsk die Bronzemedaille über 500 m und die Silbermedaille mit der Staffel. Im folgenden Jahr wurde er bei den Juniorenweltmeisterschaften in Bormio Sechster über 1000 m und gewann mit der Staffel die Silbermedaille.

## Persönliche Bestzeiten
- 500 m      40,480 s (aufgestellt am 31. Januar 2020 in Bormio)
- 1000 m    1:25,700 min (aufgestellt am 24. Dezember 2017 in Kolomna)
- 1500 m    2:13,728 min (aufgestellt am 22. Dezember 2017 in Kolomna)
- 3000 m    5:10,940 min (aufgestellt am 29. Dezember 2018 in Kolomna)